# Wels-Lambacher
Die Wels-Lambacher, ein bayerisches Grafengeschlecht, verwandt mit den Aribonen, besaßen Eigengüter im Traungau und traten auch als Markgrafen der Mark an der Mur (später Steiermark) in Erscheinung.

## Überblick
Arnold I. von Wels-Lambach († 1020) gilt als Stammvater dieser Linie. Er war verheiratet mit Hiltiburg, Tochter von Pfalzgraf Aribo I.
Arnold II. von Wels-Lambach († 1055), Sohn Arnolds I., erhielt nach dem Sturz Adalberos von Eppenstein 1035 (wegen angeblichen Hochverrats) die Markgrafenwürde in der Mark an der Mur.
1050 fand in der Lambacher Burg ein Gemetzel statt, dem seine Frau Regilla/Reginlind von Verdun und seine Söhne Gottfried und Arnold III. mit Gattin Hazecha zum Opfer fielen.
Arnold II. widmete daraufhin seine Stammburg zu einem Kollegiatstift (Stift Lambach) um und starb 1055. Sein letzter überlebender Sohn, Bischof Adalbero von Würzburg, wandelte das Kollegiatstift 1056 in ein Benediktinerkloster um.
Gottfried von Pitten († 1050), Sohn Arnolds II., schlug 1042 die eingedrungenen Magyaren und erhielt von König Heinrich III. die Grafschaft Pitten mit reichem Eigenbesitz. Ab 1042 war er Mit-Markgraf(?) in der Mark seines Vaters.
Die Markgrafschaft ging 1056 an den Traungauer Otakar, ebenso Teile seiner Besitzungen im Traungau sowie im Enns- und Paltental.
Mathilde († um 1100), die Tochter Gottfrieds, brachte das Pittener Allodialerbe ihrem Ehemann zu, dem Formbacher Grafen Ekbert I.
Adalbero von Würzburg, († 1090, Erlöschen der Linie im Mannesstamm), Sohn Arnolds II.